# Bourg-Bruche
Bourg-Bruche est une commune française située dans la circonscription administrative du Bas-Rhin et, depuis le 1er janvier 2021, dans le territoire de la Collectivité européenne d'Alsace, en région Grand Est.
Cette commune se trouve dans la région historique et culturelle d'Alsace.
La commune se trouve dans la haute vallée de la Bruche, à une altitude de 495 m et le village est à 3,5 km de Saales. Le territoire communal s'étend sur 1 502 ha. Si l'habitat permanent est situé pour la plus grande majorité des maisons entre 490 mètres et 560 mètres d'altitude, l'espace communal s'échelonne entre 450 et 839 mètres d'altitude. Le point le plus bas est en limite de Saulxures et de Colroy-la-Roche dans la vallée de la Bruche, en contrebas des Grandes Haies et du hameau des Charasses sous le Petit Alhan. Le point le plus haut est le Rocher des Enfants, lequel, en prolongement de la montagne de Solamont, surplombe Bourg à l'ouest.
Outre la route nationale RD 1420, de Saint-Dié à Strasbourg filant vers le nord, la départementale D 50 rejoint le val de Villé par le col de Steige, retrouvant le vieil axe antique de la voie des Saulniers.
La commune est née de l'union de deux communautés, situées de part et d'autre de la rivière Bruche : Bourg au nord-ouest du centre actuel, Bruche dans le vallon et à l'occident.

## Géographie

### Localisation
Bourg occupe l'extrémité du plateau sablonneux de Saales. Au pied du Solamont, à proximité de replats où la tradition situait la première fixation paysanne par des restes de huttes, maisons et ossements, avait été érigé divers castels. Le dernier château, connu après rénovation sous le nom germanique de Neuenburg en 1263, abrite depuis un siècle une agglomération comportant forges et fonderies de minerais de fer. Il s'agit d'abord d'un verrou défensif pour entraver la remontée du val de Bruche, praticable par de mauvais chemins et surtout un site d'observation et de protection de la très fréquentée voie des Saulniers entre Val de Villé et Saint-Blaise.
Bruche est une communauté liée au péage ou point de contrôle du pont sur la Bruche ainsi qu'à des habitats mieux protégés en amont du ruisseau Lévreuil. Le premier nom connu de ce petit village alsacien est Bruck, c'est-à-dire le pont. Comme les habitants des montagnes parlent un dialecte parent de l'ancien français, l'évolution phonétique a rapproché et confondu le nom de la rivière et du village-pont. L'église Saint-Pierre primitive était d'ailleurs près de ce pont de pierre.
Bourg-Bruche est inventorié dans les notices de l'époque moderne comme un village de l'ancienne province d'Alsace. Ce qui n'empêche pas son appartenance à la subdélégation de Saint-Dié qui s'étend jusqu'à Thanvillé et Saint-Hippolyte, comme son inclusion dans le district de Saint-Dié et le canton de Saâles qui sont formés dans le département des Vosges créé en 1790.

### Communes limitrophes
| Saint-Stail Vosges | Saulxures     | Colroy-la-Roche |
| Saales             | Bourg-Bruche  | Ranrupt         |
|                    | Lubine Vosges | Urbeis          |

### Hydrographie
La commune est dans le bassin versant du Rhin au sein du bassin Rhin-Meuse. Elle est drainée par la Bruche, le ruisseau de Chalmeuche, le ruisseau de Grandroue, le ruisseau de l'Evreuil, le ruisseau la Moussiere et le ruisseau l'Herbagoutte,.
La Bruche, d'une longueur de 77 km, prend sa source dans la commune de Urbeis et se jette  dans l'Ill à Strasbourg, après avoir traversé 37 communes.

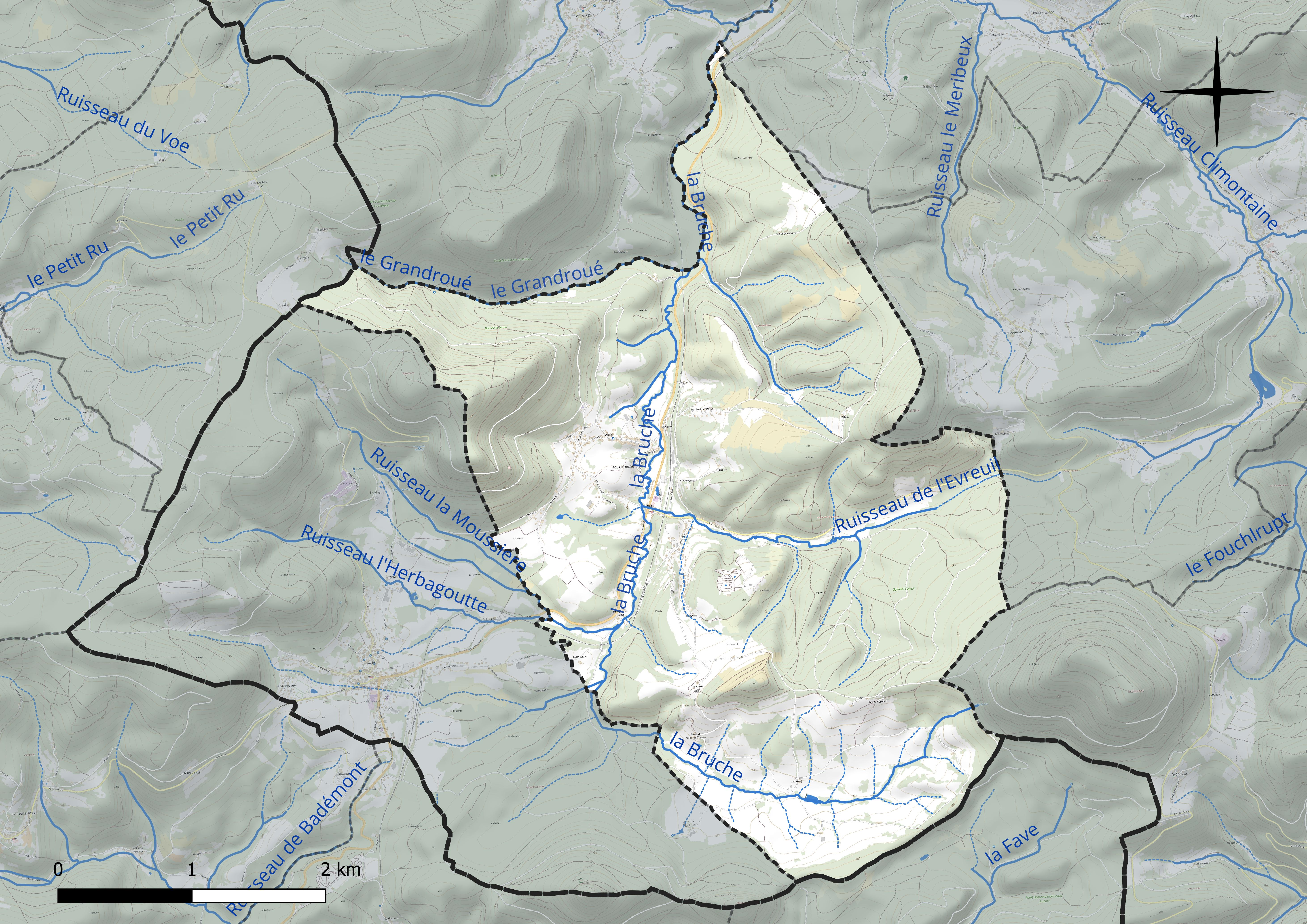
Réseau hydrographique de Bourg-Bruche.

### Climat
Pour des articles plus généraux, voir Climat du Grand Est et Climat du Bas-Rhin.
En 2010, le climat de la commune est de type climat de montagne, selon une étude du Centre national de la recherche scientifique s'appuyant sur une série de données couvrant la période 1971-2000. En 2020, Météo-France publie une typologie des climats de la France métropolitaine dans laquelle la commune est exposée à un climat semi-continental et est dans la région climatique  Vosges, caractérisée par une pluviométrie très élevée (1 500 à 2 000 mm/an) en toutes saisons et un hiver rude (moins de 1 °C).
Pour la période 1971-2000, la température annuelle moyenne est de 8,7 °C, avec une amplitude thermique annuelle de 16,8 °C. Le cumul annuel moyen de précipitations est de 1 037 mm, avec 12,2 jours de précipitations en janvier et 11 jours en juillet. Pour la période 1991-2020, la température moyenne annuelle observée sur la station météorologique de Météo-France la plus proche, « Belmont », sur la commune de Belmont à 9 km à vol d'oiseau, est de 7,0 °C et le cumul annuel moyen de précipitations est de 1 341,9 mm. 
La température maximale relevée sur cette station est de 30,9 °C, atteinte le 5 juillet 2015 ; la température minimale est de −20,3 °C, atteinte le 20 décembre 2009,,.
Les paramètres climatiques de la commune ont été estimés pour le milieu du siècle (2041-2070) selon différents scénarios d'émission de gaz à effet de serre à partir des nouvelles projections climatiques de référence DRIAS-2020. Ils sont consultables sur un site dédié publié par Météo-France en novembre 2022.

## Urbanisme

### Typologie
Au 1er janvier 2024, Bourg-Bruche est catégorisée commune rurale à habitat dispersé, selon la nouvelle grille communale de densité à sept niveaux définie par l'Insee en 2022.
Elle est située hors unité urbaine et hors attraction des villes,.

### Occupation des sols
L'occupation des sols de la commune, telle qu'elle ressort de la base de données européenne d’occupation biophysique des sols Corine Land Cover (CLC), est marquée par l'importance des forêts et milieux semi-naturels (63,4 % en 2018), en diminution par rapport à 1990 (66,5 %). La répartition détaillée en 2018 est la suivante : 
forêts (60,6 %), prairies (32,1 %), zones urbanisées (3,2 %), milieux à végétation arbustive et/ou herbacée (2,8 %), zones agricoles hétérogènes (1,3 %). L'évolution de l’occupation des sols de la commune et de ses infrastructures peut être observée sur les différentes représentations cartographiques du territoire : la carte de Cassini (XVIIIe siècle), la carte d'état-major (1820-1866) et les cartes ou photos aériennes de l'IGN pour la période actuelle (1950 à aujourd'hui).

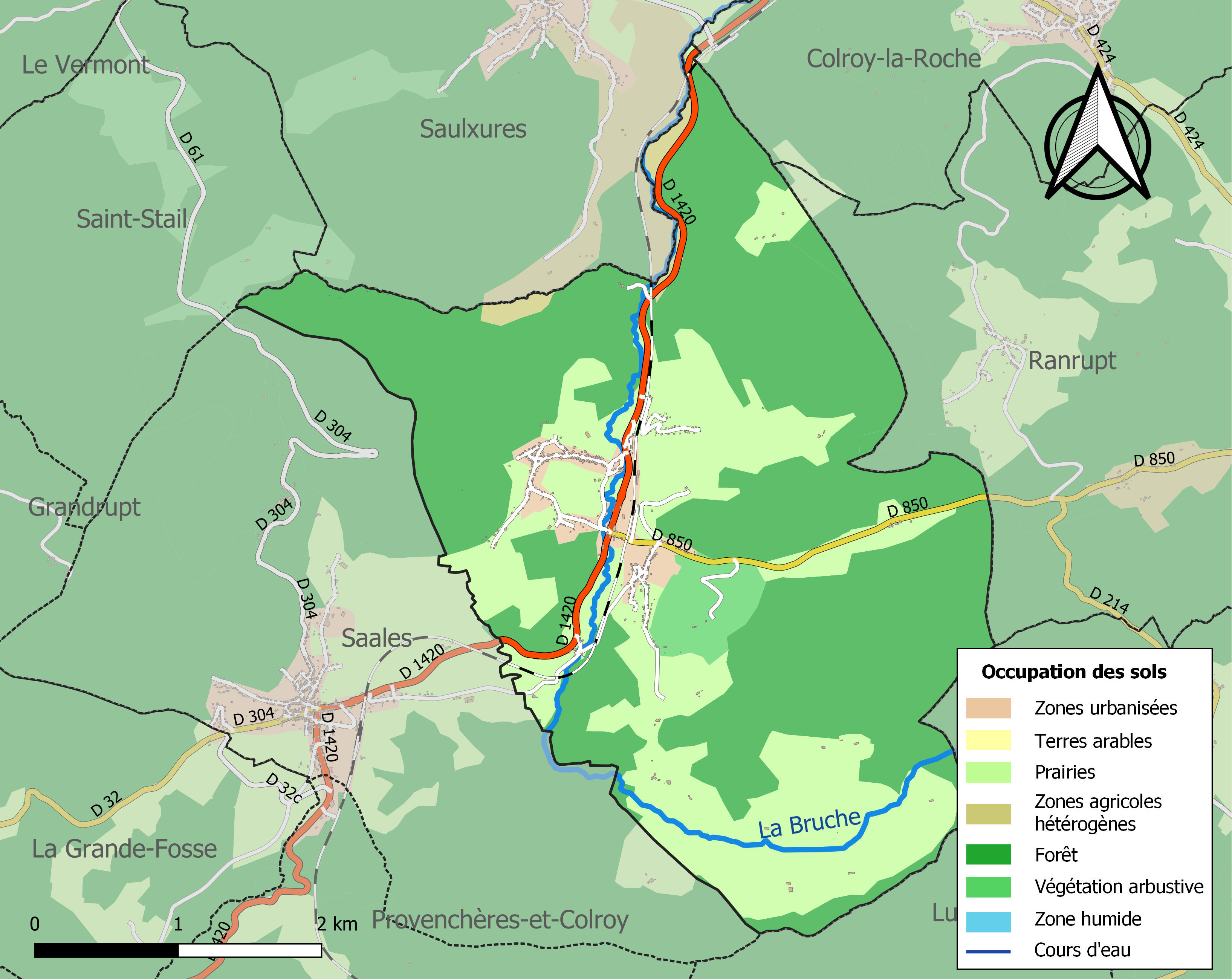
Carte des infrastructures et de l'occupation des sols de la commune en 2018 (CLC).

## Toponymie
Bruxa (661), Nüwenburg (1303), Niuwenburg (1310), Nuwenburg (1468), Bourg (1793), Bourg-Brusque (1801), Bourg-Bruche (1801), 

Breuscheburg ou Burg-Breusch en allemand.
Bourg-Bruche est un nom composé désignant les deux agglomérations situées sur les hauteurs de part et d'autre de la rivière Bruche. Ces deux agglomérations ont été liées par la présence de l'église, originellement à Bruche (aux Hauts de Bruche), paroisse la plus proche pour les habitants du Bourg. C'est probablement la proximité géographique et la présence d'un lieu de culte pour les deux agglomérations qui explique leur désignation commune. Dans les registres paroissiaux de la fin du XVIIIe siècle, la commune est ainsi désignée fréquemment sous le nom de Bruches et Bourg. La forme actuelle Bourg-Bruche, germanisée sous la forme Burg-Breusch durant le Reichsland (1871-1918) puis durant l'occupation nazie (1940-1944), semble n'apparaître qu'au début du XIXe siècle. On trouve ainsi cette forme dans le cadastre napoléonien publié en 1837.
Le nom du Bourg apparaît pour la première fois au XIIIe siècle dans la Chronique de Richer de Senones (1263), sous le nom de Neufchateau. Il est traduit fréquemment dans les sources germanophones sous le nom de Newenburg, Burg ou même Neuburg. Le nom actuel provient de la contraction du nom en Burg, probablement transformé en Bourg par la population francophone dès son origine. Ce toponyme désigne l'existence d'une fortification probablement à l'origine de l'agglomération. L'histoire de ce château est totalement inconnue, seuls les assemblages toponymiques et la précision de la première mention permettent de l'attester avec certitude.

## Histoire

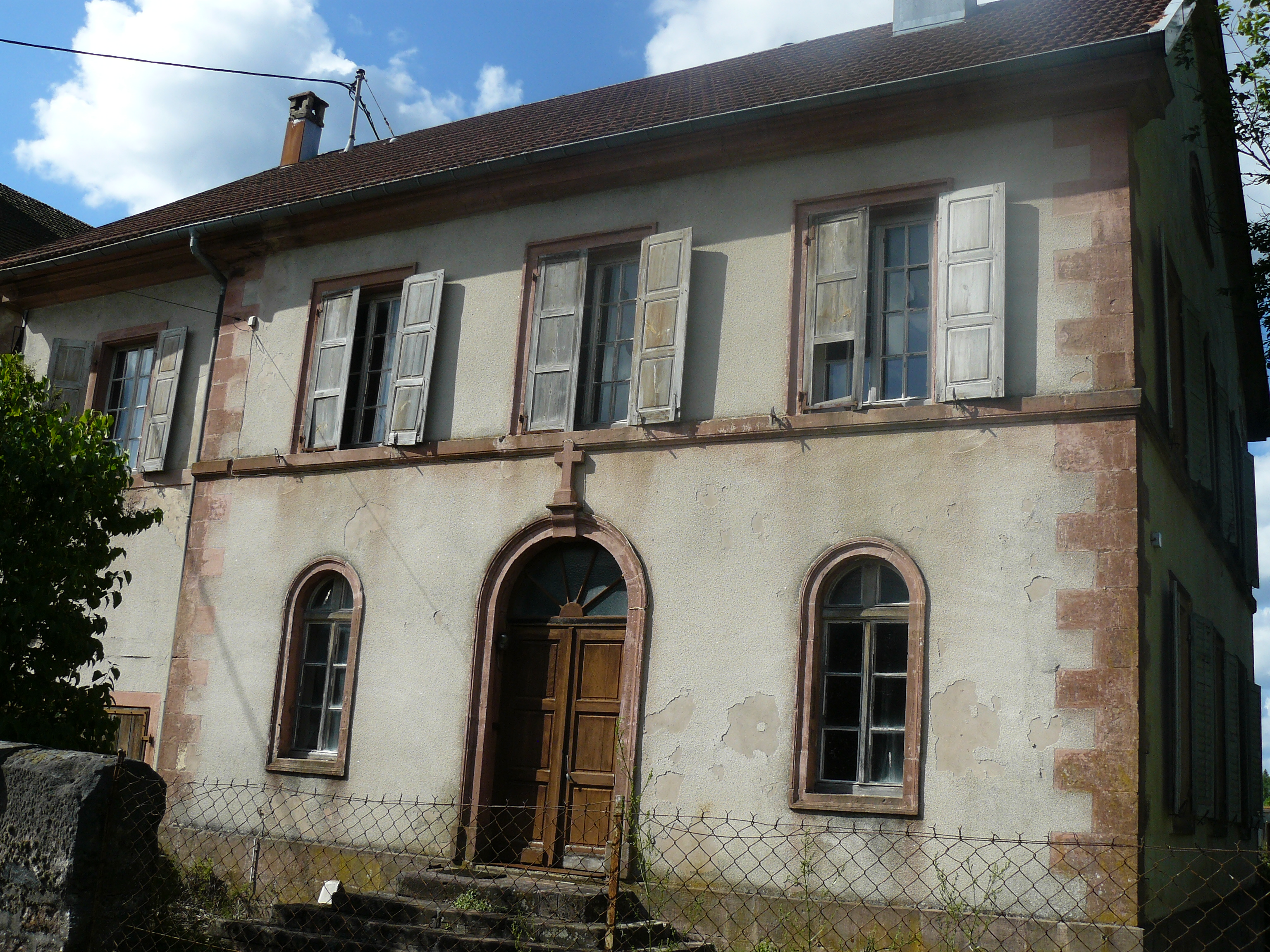
Le presbytère de Bourg-Bruche.

La première mention du village, Bruxa, qui s'apparente au nom gaulois de la rivière Bruche, Bruxu, Buscu ou Bruscu daterait de 661. Au haut Moyen Âge, une communauté près de la Bruche aurait existé.
Au XIIIe siècle, Saâles et l'actuel Bourg-Bruche forment une seule paroisse. La communauté chrétienne s'est scindée de plus en plus à partir du siècle suivant, cette séparation a été attisée par la séparation accrue entre Alsace et duché de Lorraine.
Rappelons que Saâles et Bourg-Bruche étaient de population et de langue lorraine bien que faisant partie dès le début du XIIIe siècle de la seigneurie de Villé.
En 1634, le village, comme l'ensemble du bailliage de Villé, est versé par la couronne suédoise à la famille de Veldenz (Ban de la Roche - La Petite Pierre), laquelle en devient provisoirement propriétaire.
L'industrie du fer est attestée autrefois à Bourg car les mines de fer, liées au fossé géologique de Saâles, sont toutes proches.

### Communauté anabaptiste

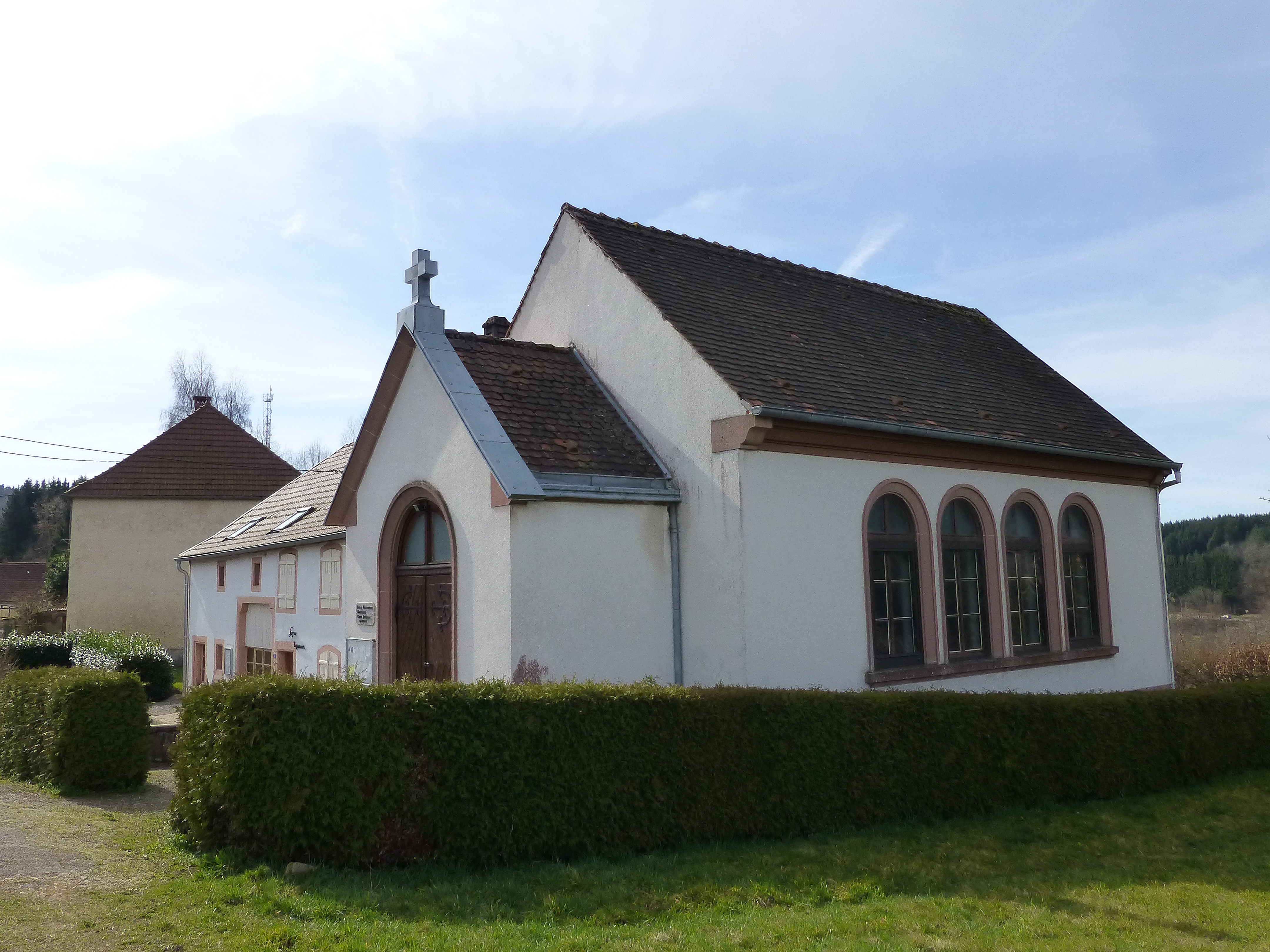
Église évangélique mennonite [https://sites.google.com/site/fermeaubergenouveauchemin/Home/un-peu-d-histoire/les-mennonites/presentation-de-l-eglise-evangelique-mennonite-de-bourg-bruche

Presque imperceptiblement à partir de 1650 et de façon croissante jusque 1780, des mennonites d'origine suisse et de langue allemande s’installent sous les hauteurs des environs du Climont, et particulier sur les terres du Hang et du Levreuil. Mais c'est surtout après 1750 que les grandes familles anabaptistes affluent, leurs fils sobres et robustes sont recrutés comme travailleurs des verreries. La verrerie du Hang, construite en 1723, est exploitée jusqu’en 1770. Après 1750, elle exporte en Lorraine et en Alsace des verres de toutes sortes ainsi que des gobelets gravés. Une part de ces productions se retrouve sur les foires et les marchés de montagne, en particulier ceux de Saales. Les activités forestières liées à l'industrie verrière déclinent ensuite, les verreries de cristal se sont déplacées dans le secteur de Baccarat vers 1790, cherchant à bénéficier du flottage à bûches perdues sur la Meurthe.
En parallèle de cette participation à l'industrie, les mennonites, qui ne se mélangent pas à la population du lieu, préservent leur dialecte germanique et obéissent à de strictes observances religieuses et matrimoniales, investissent de plus en plus dans l'élevage. Les éleveurs de bétail et fabricants de fromages construisent de grosses fermes monoblocs, qui sont abandonnées après les exodes de années 1890 et 1910. Au cours des années 1920 et 1930, beaucoup de bâtisses abandonnées parfois depuis plus d'une décennie disparaissent du paysage, laissant çà et là un tas de pierres informe et des orties.
La communauté mennonite de Bourg-Bruche, paradoxalement à l'écart du centre de la commune, devient rapidement l’une des plus importantes d’Alsace. Elle laisse un cimetière à Levreuil. Les anciens construisent une maison de culte, où ils s'assemblent pour lire la bible. Ces admirateurs du sermon sur la montagne afin de  rompre leur isolement se rapprochent des autres groupes chrétiens de leur foi et cela pendant plus d'un siècle : un évêque anabaptiste nommé Boeler habite encore Salm en 1893.

### Bourg-Bruche en 1845
Dans la statistique des Vosges, Bourg-Bruche est mentionné sur la route départementale no 15, dite de Saint-Dié à Strasbourg. Le village est à 4 km de Saâles, à 24 km de Saint-Dié et 65 km d'Épinal.
Parmi les écarts peuplés, on relève 
- les hameaux de l'amont, le Hang et le moulin de la Bruche.
- les terres de censes d'autrefois dénommées les Charasses, Counotte.
- les fermes : Chalmeuche, l'Evreuil, la Fraise, le Grand Roué, Lardoise
- les moulins : le Grabe, le Paire

Sa population s'élève à 1 397 habitants.
Le service des impôts recense 228 maisons et 284 ménages. Une école commune aux deux sexes regroupe 165 élèves.
Les champs labourés en saisons s'étendent sur 634 ha et produisent essentiellement seigle, avoine et pommes de terre. Les bois croissent sur 416 ha. Prés et prairies fournissent le fourrage à environ 250 vaches occupent 276 ha alors que les jardins, vergers, chènevières aux abords des maisons cumulent une douzaine d'ha.
L'industrie est présente avec des tissages à bras - plus de 300 ouvriers à domicile-, trois moulins à grains, de nombreuses scieries (trois au Vieux Moulin, une au Paire,une à Grand Roué même avant 1845), une tuilerie (près du lieu-dit Chalmeuche), une huilerie (au Vieux Moulin) et même une tannerie avant 1845.
Cent vingt-deux électeurs censitaires participent à l'élection des douze conseillers municipaux. Le maire Drouant, est assisté de l'adjoint Dollé. Les lettres du service postal passent par le bureau de Saint-Dié.

### La réfection du centre initiée en 1845/1846
La route de Saint-Dié à Schirmeck a été conçue à la manière française, c'est-à-dire avec un tracé géométrique suivant les fonds de vallées. Lancée en 1772, elle devient dès la Révolution fort peu praticable car la maintenance exigeante est négligée et surtout certains tronçons n'ont jamais été terminés avant 1790.
La voie des Saulniers, en grande partie délabrée car délaissée en chemins secondaires, reste bien utile. Dès la Restauration, les lacunes routières sont béantes, et en particulier il manque crucialement à la route française la partie de Fouday à Schirmeck. Ainsi, pour gagner la Haute vallée de la Bruche, Senones conserve l'hégémonie de la principauté de Salm-Salm : on peut gagner facilement par diverses routes et chemins aisés Saales, Saulxures, Plaine, La Broque et même Schirmeck par Grandfontaine. Sans précipitation et avec méthode, les autorités des Ponts et chaussées réalisent l'équipement au cours des années 1830.
Bourg-Bruche décide de construire un nouveau centre administratif et religieux en 1845, pour s'adapter à la nouvelle route. Il comporte :
- une mairie-école ;
- une église Saint-Pierre reconstruite le long du nouveau tracé de la route de Schirmeck à Saâles. Elle comporte des verrières de sainte Odile et sainte Richarde ;
- un presbytère.

Enfin, de nouvelles auberges de voyageurs sont inaugurées.
Entre 1855 et 1857, l'école de Bourg est construite sur les plans de l'architecte déodatien A. Bruyant pour enlever le surplus d'élèves à la mairie-école. Alors qu'une grande partie de ce centre a été détruite lors des combats de 1914, notamment la mairie-école, l'école du Bourg intacte, mais désaffectée du fait de la pénurie d'élèves est transformée en 1934 en salle de cinéma et de théâtre. Elle est ensuite convertie en foyer rural.

## Politique et administration

### Liste des maires
| Période                                  | Période                   | Identité                                       | Étiquette | Qualité |
| ---------------------------------------- | ------------------------- | ---------------------------------------------- | --------- | ------- |
| Les données manquantes sont à compléter. |                           |                                                |           |         |
| 2001                                     | 2008                      | André Hung                                     |           |         |
| mars 2008                                | 2014                      | André Hung                                     |           |         |
| 2014                                     | En cours (au 31 mai 2020) | Marc Dellenbach Réélu pour le mandat 2020-2026 |           |         |

## Population et société

### Démographie
L'évolution du nombre d'habitants est connue à travers les recensements de la population effectués dans la commune depuis 1793. Pour les communes de moins de 10 000 habitants, une enquête de recensement portant sur toute la population est réalisée tous les cinq ans, les populations de référence des années intermédiaires étant quant à elles estimées par interpolation ou extrapolation. Pour la commune, le premier recensement exhaustif entrant dans le cadre du nouveau dispositif a été réalisé en 2005.

En 2022, la commune comptait 380 habitants, en évolution de −18,98 % par rapport à 2016 (Bas-Rhin : +3,17 %, France hors Mayotte : +2,11 %).
| 1793 | 1800 | 1806 | 1821  | 1831  | 1836  | 1841  | 1846  | 1851  |
| ---- | ---- | ---- | ----- | ----- | ----- | ----- | ----- | ----- |
| 748  | 974  | 914  | 1 031 | 1 257 | 1 425 | 1 397 | 1 376 | 1 390 |

| 1856  | 1861  | 1866  | 1871  | 1875  | 1880  | 1885  | 1890 | 1895 |
| ----- | ----- | ----- | ----- | ----- | ----- | ----- | ---- | ---- |
| 1 257 | 1 346 | 1 364 | 1 334 | 1 215 | 1 055 | 1 215 | 806  | 783  |

| 1900 | 1905 | 1910 | 1921 | 1926 | 1931 | 1936 | 1946 | 1954 |
| ---- | ---- | ---- | ---- | ---- | ---- | ---- | ---- | ---- |
| 738  | 725  | 665  | 610  | 711  | 502  | 502  | 474  | 444  |

| 1962 | 1968 | 1975 | 1982 | 1990 | 1999 | 2005 | 2006 | 2010 |
| ---- | ---- | ---- | ---- | ---- | ---- | ---- | ---- | ---- |
| 402  | 385  | 328  | 368  | 325  | 376  | 440  | 443  | 434  |

| 2015 | 2020 | 2022 | - | - | - | - | - | - |
| ---- | ---- | ---- | - | - | - | - | - | - |
| 471  | 382  | 380  | - | - | - | - | - | - |

La belle reprise du début du siècle après la saignée de la Révolution et des guerres d'Empire arrive en butée dès la fin des années 1830. Une première vidange causée par la viabilité des routes apparaît au cours des années 1840. Après une reprise, l'attrait facilité par le chemin de fer des villes lumières au début du Second Empire provoque la seconde, accélérant le vieillissement de la population.
À partir de 1880, la population diminue constamment : l'exode rural, la politique douanière franco-allemande et bien plus tard les difficultés de l’industrie textile accentuent la décroissance.
En 1894, une scierie et une vingtaine d'ouvriers regroupé par un grand tissage, construit en amont du centre et appartenant la société Veuve Mansching, appelée par la municipalité pour donner du labeur à ses derniers ouvriers textiles, représentent le secteur de la transformation industrielle.

## Culture locale et patrimoine

### Lieux et monuments
- Le Climont, en particulier son sommet culminant à 965 mètres d'altitude, n'appartient pas au territoire de Bourg-Bruche, mais à celui d'Urbeis.

La Bruche qui s'écoule vers l'ouest dans le vallon en forme d'assiette du Hang, mais aussi le Giessen vers l'est et une branche de Fave vers sud y prennent leur source, c’est un des châteaux d’eau de la région. Notons que les sources de la Bruche sur le versant ouest du Climont sont précisément à quelques mètres au-dessus de la limite communale entre Urbeis et Bourg-Bruche, à 670 mètres d'altitude, donc sur le territoire d'Urbeis.
- Site de l’ancienne église Saint-Pierre du XIIIe siècle, l’église Saint-Pierre

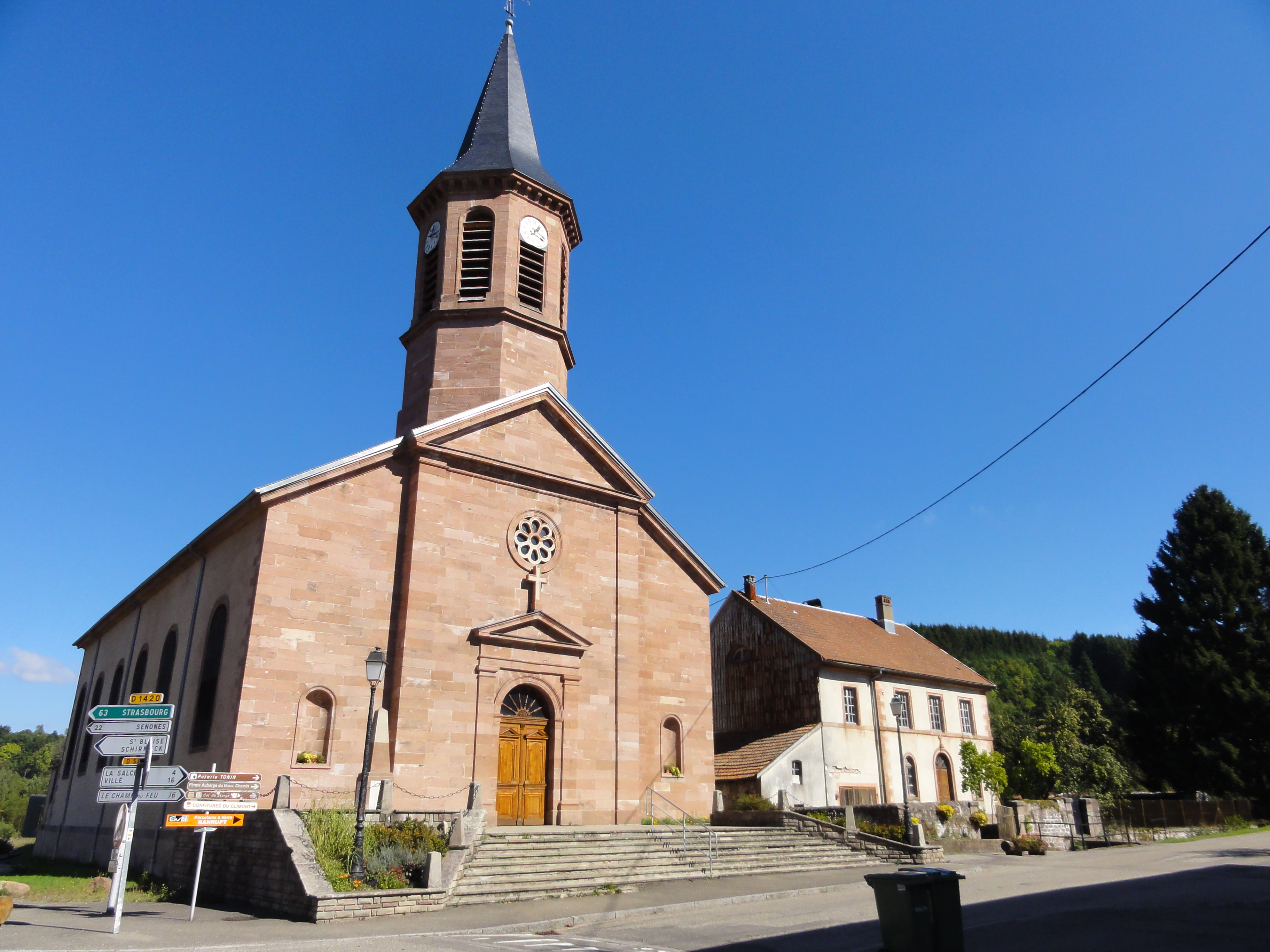
Église Saint-Pierre.
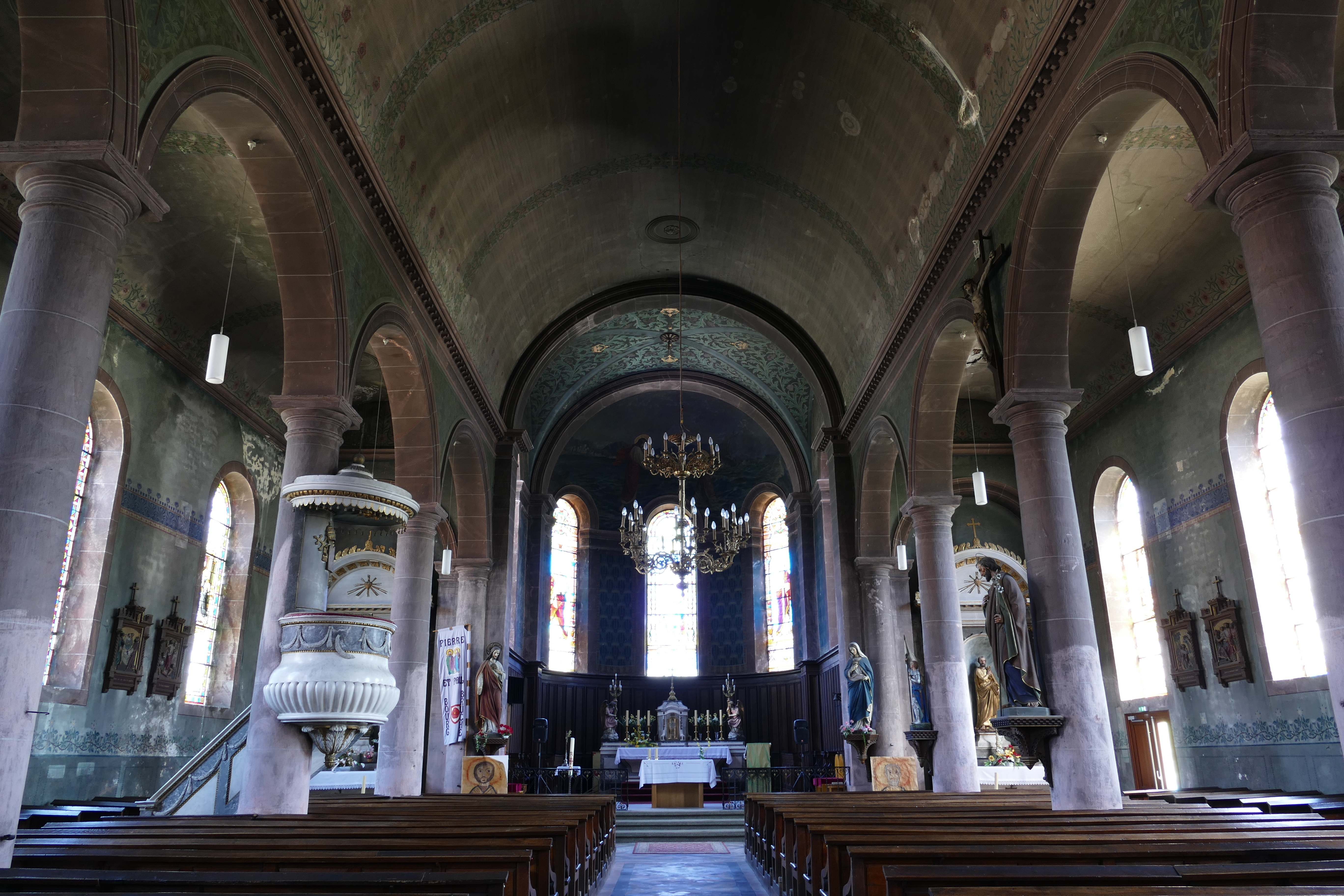
Vue intérieure de la nef vers le chœur.
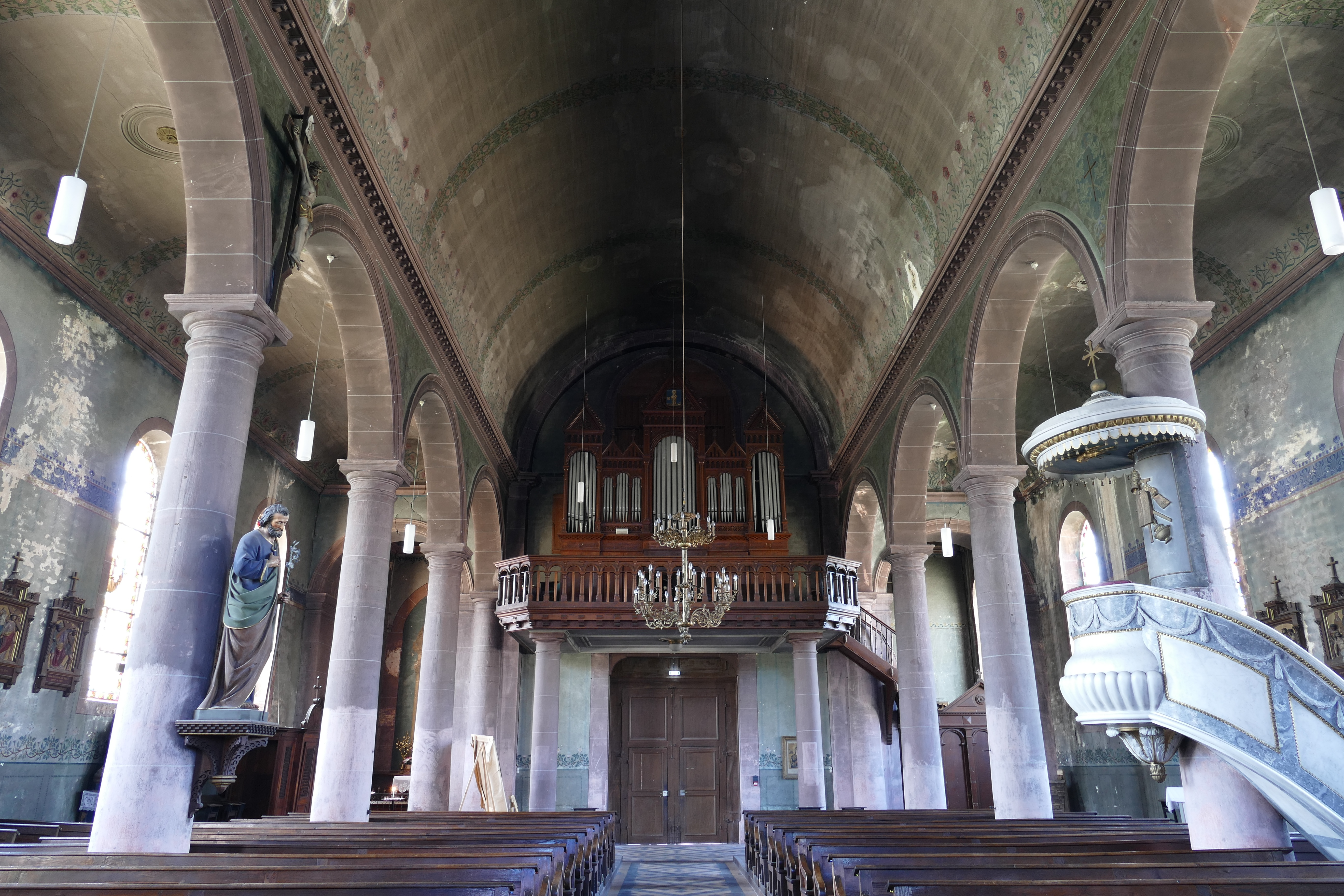
Vue intérieure de la nef vers l'orgue.
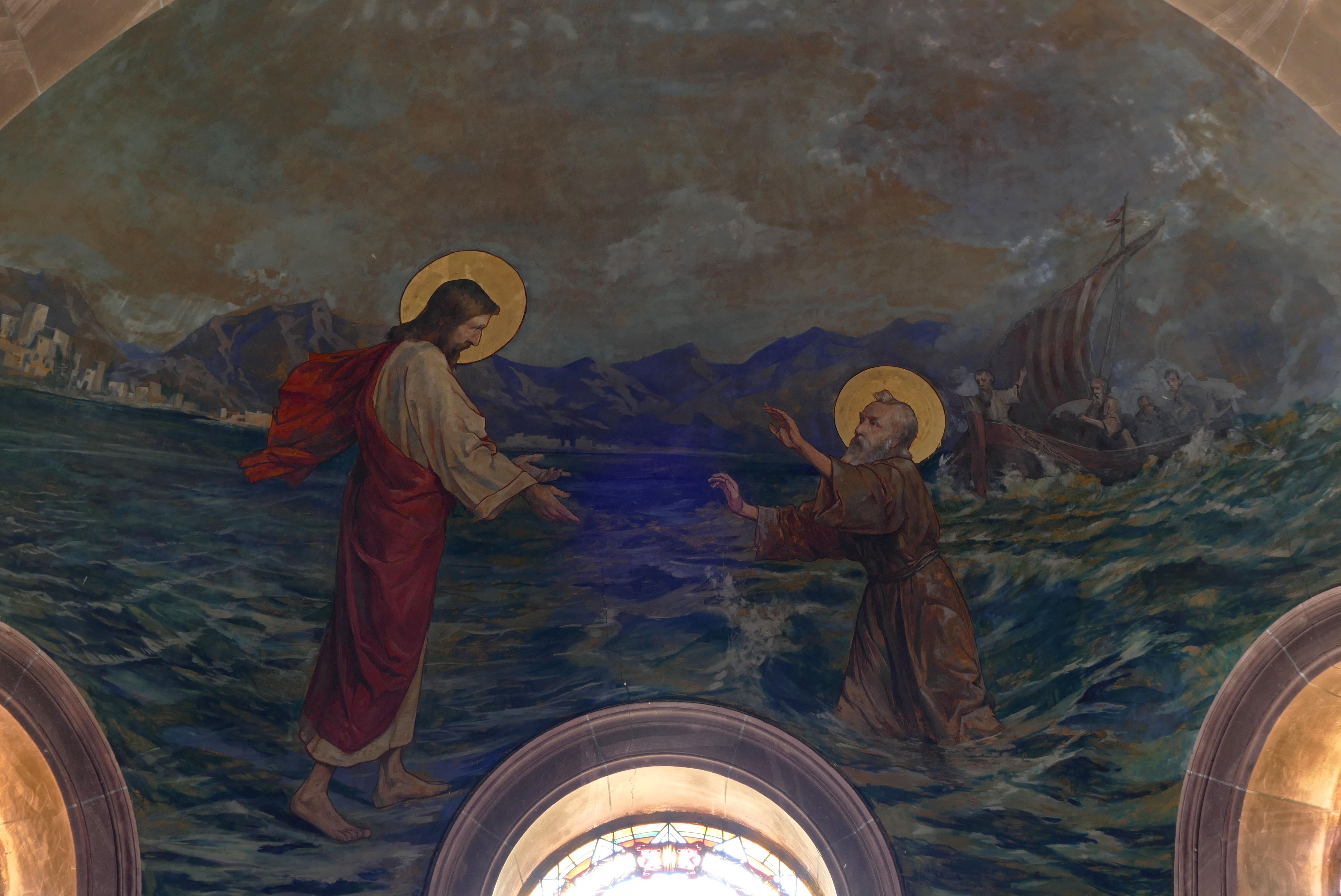
Fresque Jésus marchant sur les eaux (XIXe-XXe).

- La chapelle de la Vierge est construite à l’endroit où la Sainte Vierge serait apparue.
- La clairière du Hang, site historique mennonite.
- Les nombreuses fontaines…
- La gare desservie par le TER Alsace.
- La première gare construite dans les années 1890. La ligne de ce petit tortillard de fond de vallée étaient desservie par la compagnie Elsass-Lothringen. Bâtiment détruit en 2016.

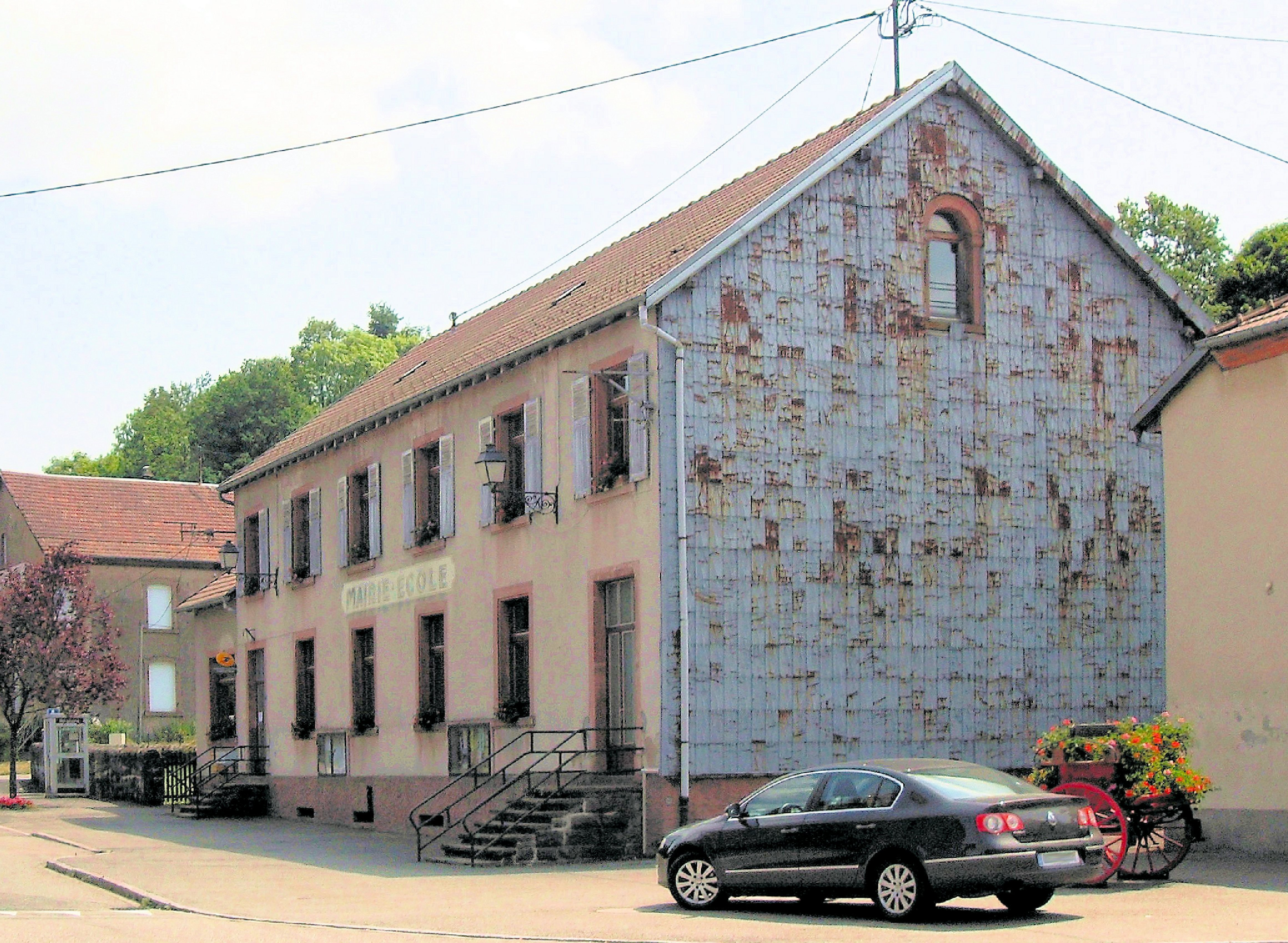
Mairie-école, route de la Salcée.
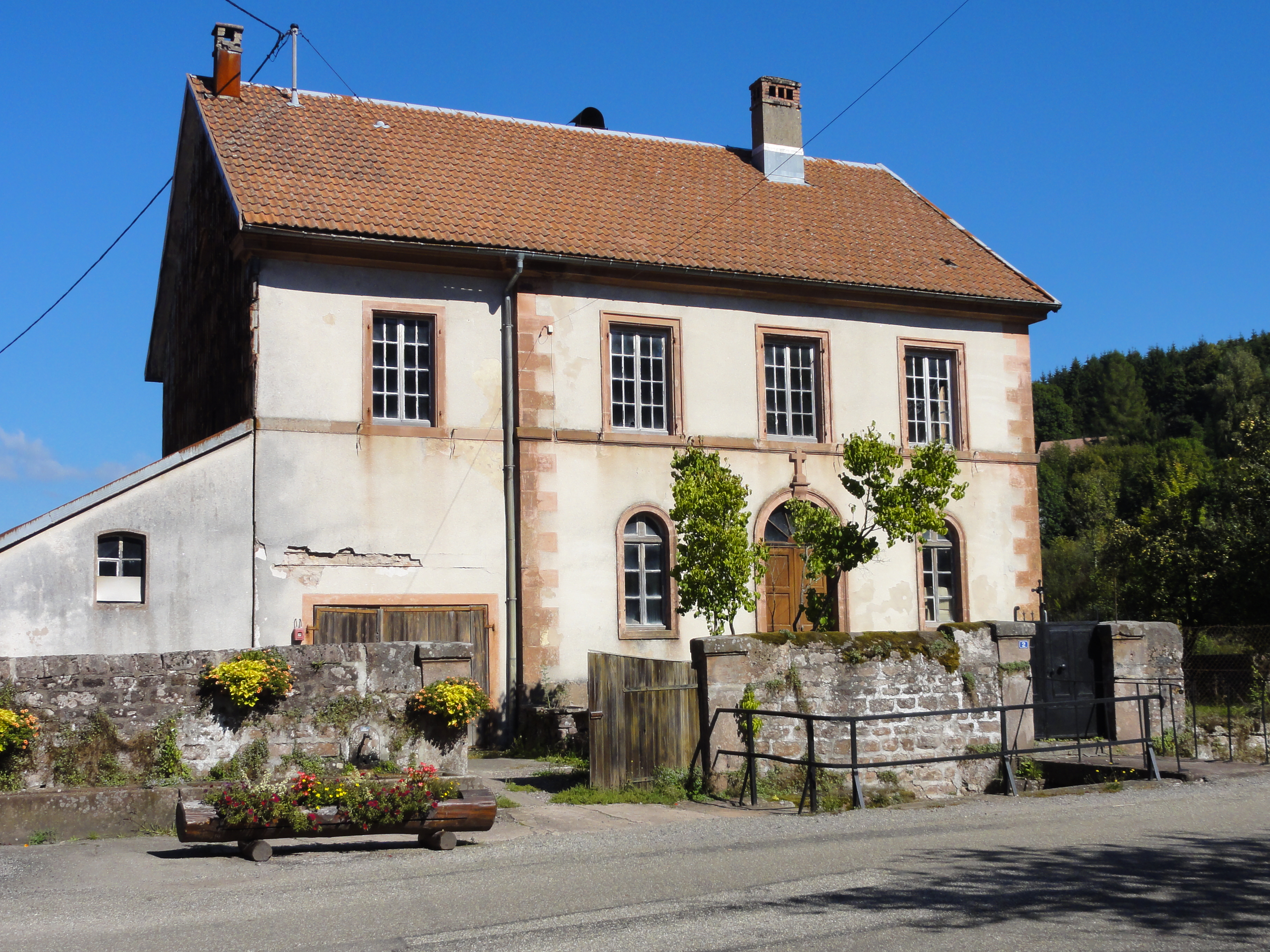
Presbytère (XIXe), 2 route de la Salcée.
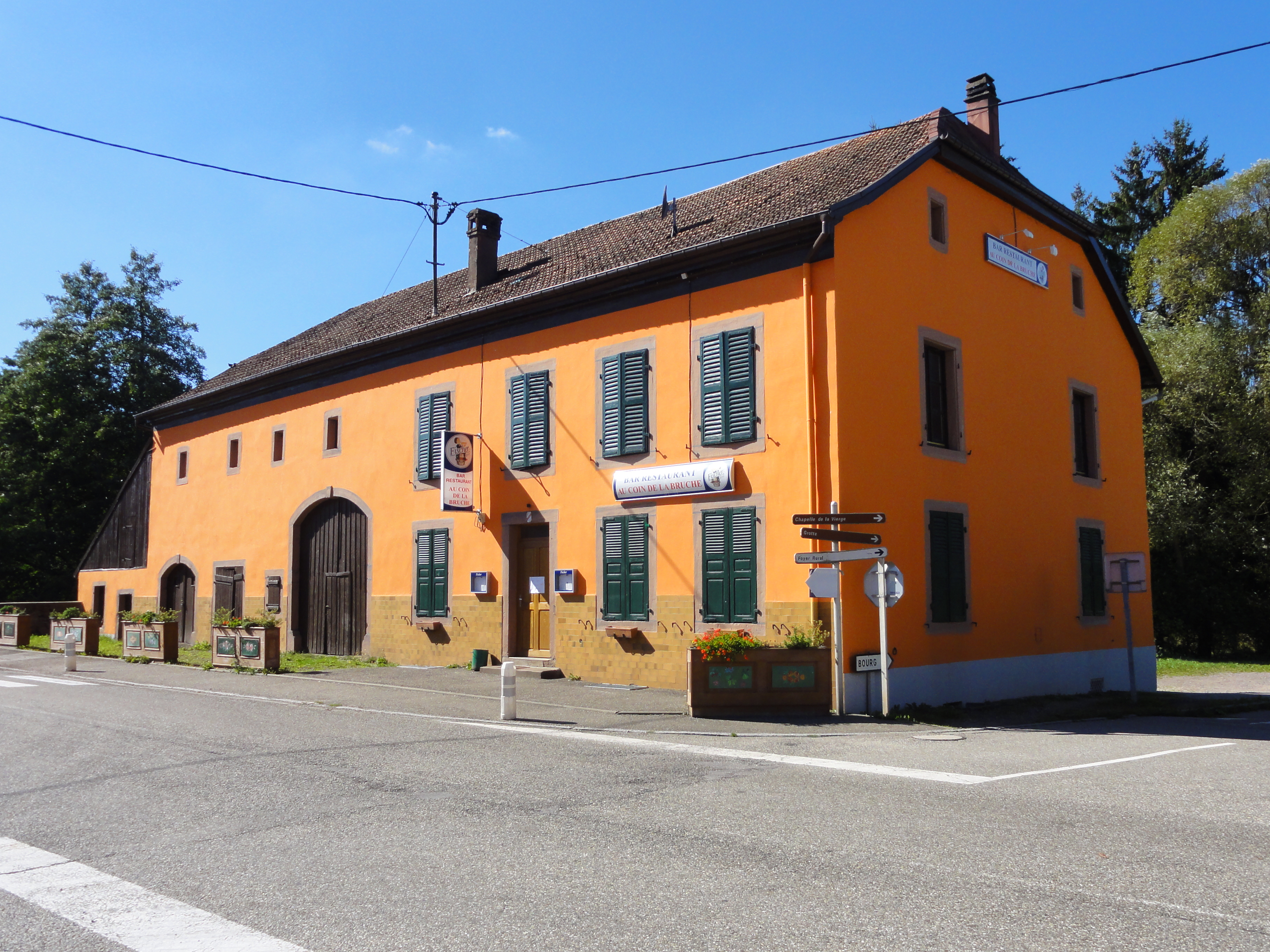
Ferme et café du Climont, 8 Les-Paires.
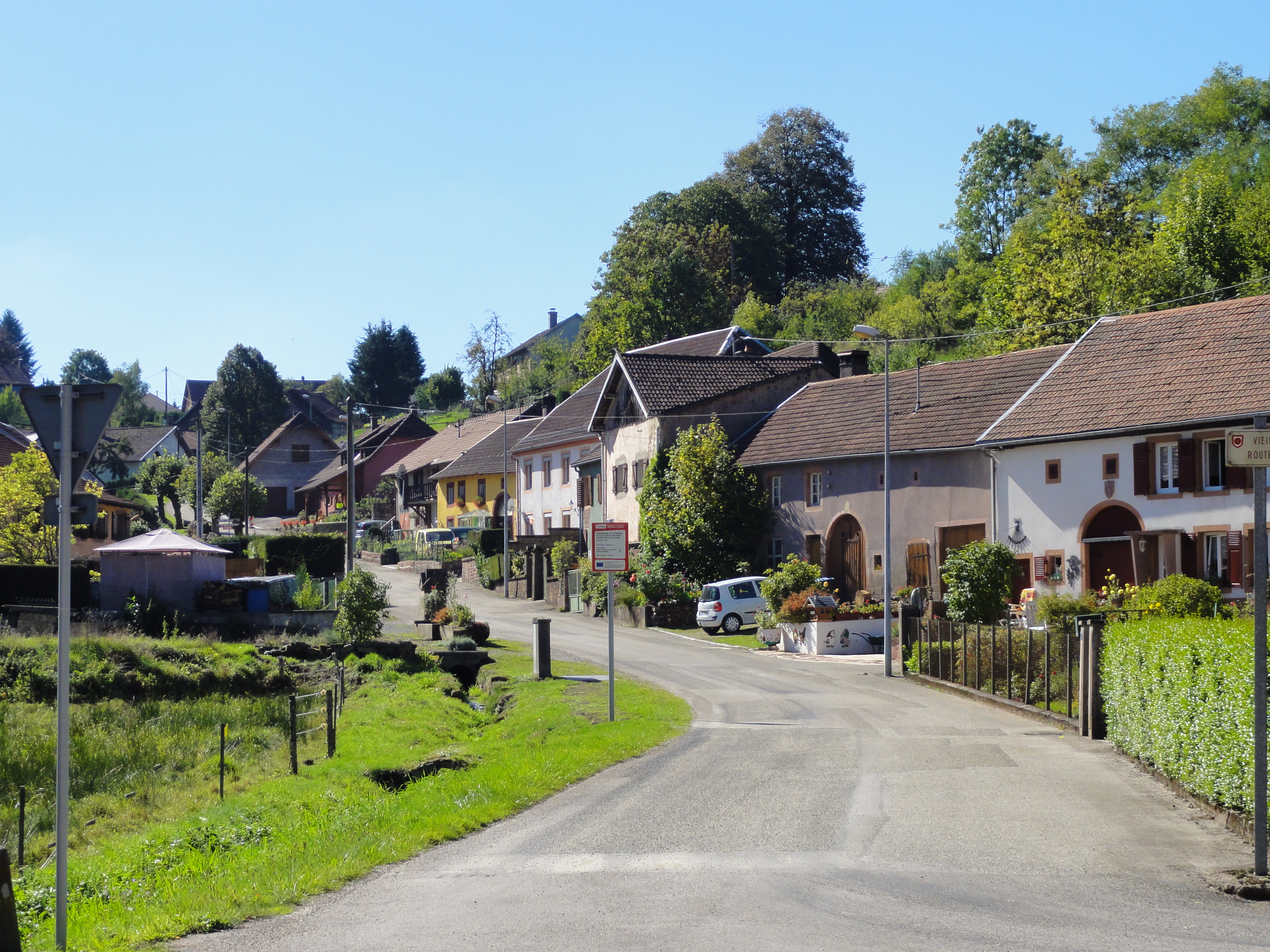
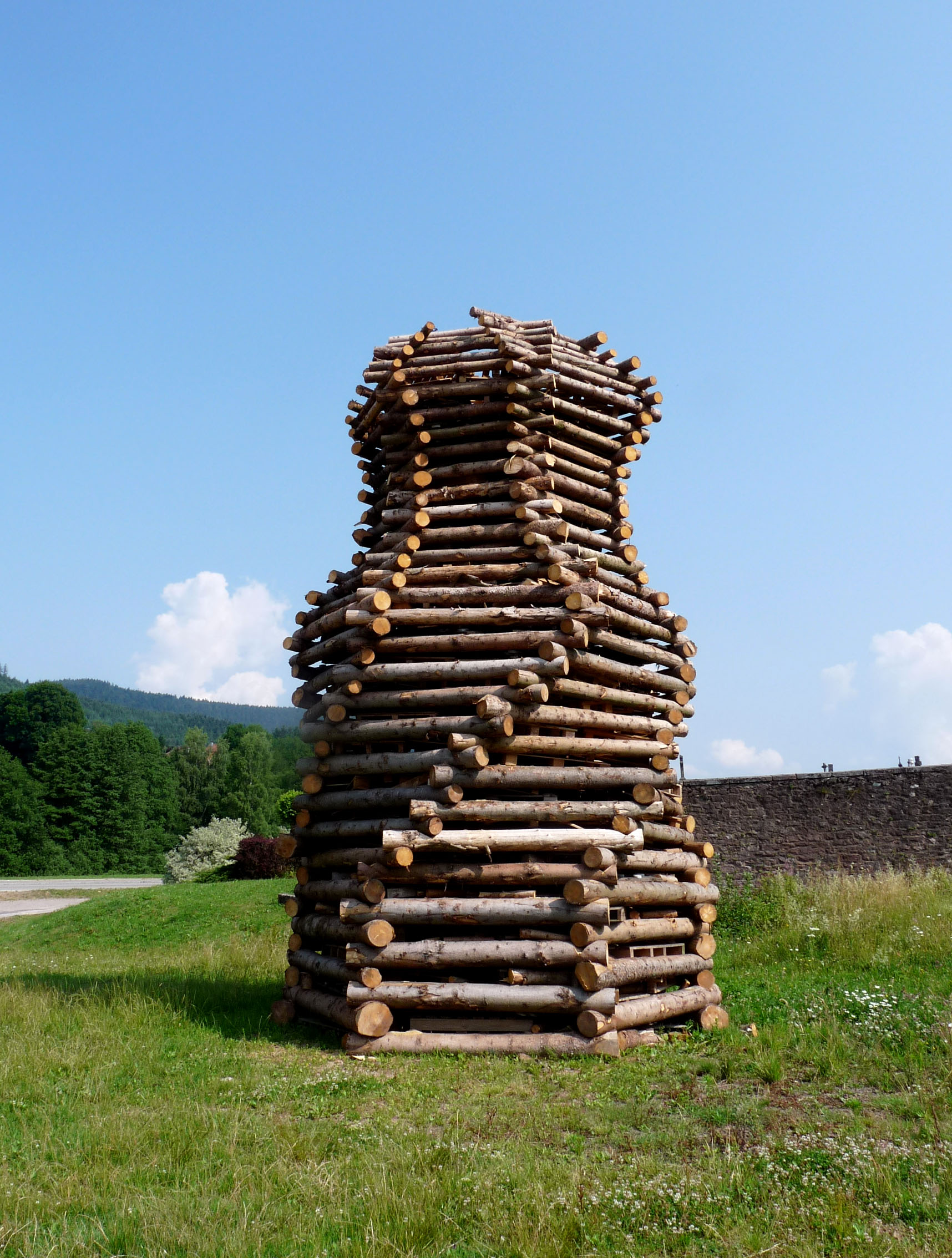
Bûcher pour les feux de la Saint-Jean.

### Personnalités liées à la commune
- Pierre Depp (1908-1945), résistant français en Alsace pendant la Seconde Guerre mondiale, y est mort.

### Héraldique
| Blason de Bourg-Bruche | Blason  | D'argent à la rose de gueules boutonnée d'or et à la bordure aussi de gueules. |
| Blason de Bourg-Bruche | Détails |                                                                                |